# Eislebener Stiftsholz
Koordinaten: 51° 29′ 39″ N, 11° 30′ 39″ O
Das Eislebener Stiftsholz ist ein Naturschutzgebiet in der Lutherstadt Eisleben im Landkreis Mansfeld-Südharz in Sachsen-Anhalt.
Das Naturschutzgebiet mit dem Kennzeichen NSG 0108 ist 36,5 Hektar groß. Es ist Bestandteil des gleichnamigen FFH-Gebietes. Das Gebiet steht seit dem 1. Mai 1961 unter Schutz. Zuständige untere Naturschutzbehörde ist der Landkreis Mansfeld-Südharz.
Das Naturschutzgebiet liegt südwestlich der Lutherstadt Eisleben im Bornstedter Holz am Nordhang des Hornburger Sattels. Es stellt einen Traubeneichen-Hainbuchenwald mit vereinzelten Rotbuchen unter Schutz. In der Baumschicht kommen neben Eichen und Buchen auch Hängebirken und Ebereschen vor. In der Strauchschicht sind neben dem Jungwuchs der Bäume Gemeine Hasel, Schwarzer Holunder, Gewöhnlicher Schneeball und Zweigriffeliger Weißdorn zu finden. Die Krautschicht wird an basenarmen Standorten von Maiglöckchen, Verschiedenblättriger Schwingel, Einblütigem Perlgras, Schlängelschmiele, Schmalblättriger Hainsimse und Zweiblättriger Schattenblume gebildet. An feuchten Standorten mit zeitweiser Staunässe wachsen Waldrispengras, Waldflattergras, Riesenschwingel, Rasenschmiele und Knotige Braunwurz. Ein kleiner Teil des Naturschutzgebietes wird von einem mesotrophen Traubeneichen-Buchenwald geprägt. Hier sind Maiglöckchen, Wiesenwachtelweizen und Heidelbeere in der Krautschicht vertreten.
Der Wald zeichnet sich durch einen hohen Altholzanteil aus und bietet somit Klein- und Mittelspecht und Hohltaube einen geeigneten Lebensraum.
Das Naturschutzgebiet ist zu einem großen Teil von weiteren Waldflächen umgeben. Im Norden grenzt es kleinflächig an den aufgelassenen Steinbruch „Dockhorn’scher Steinbruch“, ein Geotop. Im Süden grenzt das Naturschutzgebiet auch an Ackerflächen.